# لوکوموتیوران (فیلم)
لوکوموتیوران (فیلم) فیلمی به کارگردانی اصغر نصیری و نویسندگی محسن محمودیه ساختهٔ سال ۱۳۷۹ است.

## بازیگران
- میرمحمد تجدد
- محمد جوزانی
- هوشنگ منصورخاکی
- مجید میرزاییان
- پیمان شریعتی
- ناهید شارزولی
- عباس منتظری
- هراند هاکوپیان
- داوود خلیلی
- فرهاد خانمحمدی
- عباس ظفری
- نجات علیمرادی
- نوروزعلی امانی
- نهال دقتی
- سجاد نصیری
- محمد سیف
- هادی انباردار
- علی حسن‌زاده
- داوود رسولیان
- ابوالفضل طلا
- علی اکبر همدانیان
- آذردخت دادش پور
- معصومه خدادوست
- عباس یوسفیان
- حمزه محمدی
- عباس مشهدی
- بهروز پیروزیان
- محمد مرادازاده
- اکبر غفاری
- ناصر نقابی
- محمد همراه
- اسماعیل پاشاپور
- حسن باقری
- یوسف باقری
- نیما درخشان
- حسن دلیریان
- عذرا مردانیان
- اکبر زارع
- پیمان بردبار
- کاظم سمنی
- علی کرجی
- برادر خاکی
- محمد غلامی
- اقبالی
- مدبر